# هال والترز
هال والترز (انگلیسی: Hal Walters؛ ‏ ۲۹ ژانویهٔ ۱۸۹۲ – ۷ سپتامبر ۱۹۴۰) بازیگر اهل بریتانیا بود.
از فیلم‌هایی که وی در آن نقش داشته‌است، می‌توان به کسب‌وکار حسابی، مردی که زیاد می‌دانست، خرابکاری، چهار پر، گرزه‌مار، بله، مادام و کرکس اشاره کرد.